# Мирис пролећа
Мирис пролећа (тур. Bahar dalları) је турска телевизијска серија, снимана 2009. и 2010.
У Србији се емитовала 2011. и 2012. на телевизији Пинк.

## Синопсис
Радња прати власницу малог хотела у Истанбулу која под неразјашњеним околностима остаје без своје миљенице - ћерке јединице. Она нема времена да разреши мистерију њене смрти већ мора да брзо донесе пресудну одлуку. Одлучује да органе своје мезимице дарује за четворо младих људи којима живот виси о концу. Након трансплантације необично се везује за све четворо пратећи њихове животе наставља да слуша откуцаје срца ћерке коју никада неће прежалити.

## Улоге
| Глумац               | Улога            | Епизода          |
| -------------------- | ---------------- | ---------------- |
| Сумру Јавруџук       | Гузиде Зијадегил | 1-               |
| Алтан Еркекли        | Екбер Карадавели | 1-               |
| Озлем Џонкер         | Еџе Турконе      | 2-               |
| Левент Оздилек       | Јавуз Есери      | 1-               |
| Нурџан Ерен          | Билге            | 1-               |
| Гозде Кансу          | Емине Сојлу      | 2-               |
| Башак Дашман         | Седа Ајхан       | 2-               |
| Гулден Дударик       | Сирма Гиритли    | 1-               |
| Тарик Ундуз          | Озкан Јилмаз     | 2-               |
| Умит Олчај           | Алтан Турконе    | 2-               |
| Јилдиз Чагри Атиксој | Бахар Зијадегил  | 1; 2- (у сећању) |
| Фатих Ајхан          | Ајваз Шахин      | 3-               |
| Бурак Онал           | Садри            | 1-               |
| Селчук Засак         | Нусрет Гиритли   | 1-               |
| Мехмет Мехмедоф      | Џенк             | 1-               |
| Хакан Меричлилер     | Нешет Сертолу    | 5-               |
| Асли Ичозу           | Салиха Јилмаз    | 2-               |
| Окан Чабалар         | Али              | 1-               |